# Encinitas
Encinitas, también conocida como City of Encinitas (en español: Ciudad de Encinitas) es una ciudad costera situada al norte del condado de San Diego, California. El censo estadounidense de 2000, reveló que la ciudad tenía una población total de 58 014 habitantes. Se encuentra a cerca de 40 kilómetros (25 millas) de San Diego, y a cerca de 150 kilómetros (95 millas) al sur de Los Ángeles.
La ciudad fue incorporada en 1986 a las comunidades de Encinitas, Leucadia, Cardiff-by-the-Sea y de Olivenhain. Estas comunidades conservan sus señas de identidad distintivas.
La industria más importante es la destinada al cultivo de flores ornamentales, particularmente de la Flor de Pascua. La ciudad es gobernada por un consejo de cinco miembros, elegidos al término de cuatro años escalonados en intervalos de dos años.

## Distritos
Encinitas se puede dividir en cinco áreas:
- Viejo Encinitas, una pequeña área junto a la playa que ofrece una mezcla de edificios de negocios y hogares de diseño.
- Nuevo Encinitas, una de las zonas nuevas de Encinitas, que ofrece cursos y competiciones de golf, hogares más lujosos y grandes centros comerciales. Es una de las zonas más caras de la ciudad.
- Leucadia, el viejo centro de la ciudad, compuesto de tiendas al por menor, hoteles y restaurantes junto con hogares unifamiliares.
- Olivenhain, una región semirrural del este de Encinitas.
- Cardiff-by-the-Sea, la comunidad situada más al sur de Encinitas, que ofrece hogares unifamiliares y un Community College (en el sistema estadounidense, educación superior no universitaria).

## Geografía
Encinitas está situado en 33°2′40″N 117°16′18″O / 33.04444, -117.27167 (33.044442, - 117.271694).
Según la oficina de censo de Estados Unidos, la ciudad tiene un área total de 52,1 km² (20,1 millas). 49,5 km² (19,1 millas) de ellos son tierra y 2,6 km² (1 milla) de ellos (5,07%) son agua. La elevación de la ciudad se extiende 180 metros cuadrados sobre nivel del mar.

## Demografía
Según el censo de 2000, había 58 014 habitantes, 22 830 casas y 14 291 familias que residían en la ciudad. La densidad demográfica era 1172,1/km² (3035,6/millas). La distribución por razas de la ciudad era de 86,6 % blancos, 0,59 % afroamericanos, 0,46 % americanos nativos, 3,1 % asiáticos, 0,12 % isleños pacíficos, 6,28 % de otras razas, y 2,85 % a partir de dos o más razas. El 14,8 % de la población eran hispanos o latinos de cualquier raza.
Había 22 830 casas, de las cuales 31 % tenían niños de edadas de menos de 18 años que vivían con sus padres, 50,1 % eran casados viviendo juntos, 8,8 % tenían como cabeza de familia a la mujer sin presencia del marido y 37,4 % no eran familias. El 25,7 % de las casas estaban compuestos de un único individuo y 6,9 % de ellos tenían a alguna persona mayor de 65 años. El tamaño medio de la casa era 2,52 personas y el tamaño medio de la familia era de 3,06 miembros.
La renta media de una casa en la ciudad era 63 954 dólares estadounidenses, y la renta media de una familia, 78 104 $. Los varones tenían una renta media de 51 132 $ frente a los 38 606 $ de las mujeres. La renta per cápita de la ciudad era 34 336 $. Cerca de 3,8 % de familias y 7,3 % de la población se encontraban por debajo del umbral de la pobreza, incluyendo 6,9 % de los cuales eran menores de 18 años y 5,7 % mayores de 65 años. 
Según estimaciones de la Asociación de Gobiernos de San Diego (SANDAG), la renta media de una casa de Encinitas en 2005 era de 86 520 dólares (no ajustado según la inflación). Cuando está ajustado según la inflación (dólares de 1999 ; comparable a los datos de censo comentados más arriba), la renta media era de 70 257 $.

## Clima
El clima es muy suave. La temperaturas normalmente suelen ser de 22 °C (72 °F). Las temperaturas por debajo de 5 °C y las máximas de 30 °C (40 °F y 85 °F, respectivamente) se producen de manera muy poco habitual. La precipitación media es de cerca de 250 milímetros por año.

## Galería

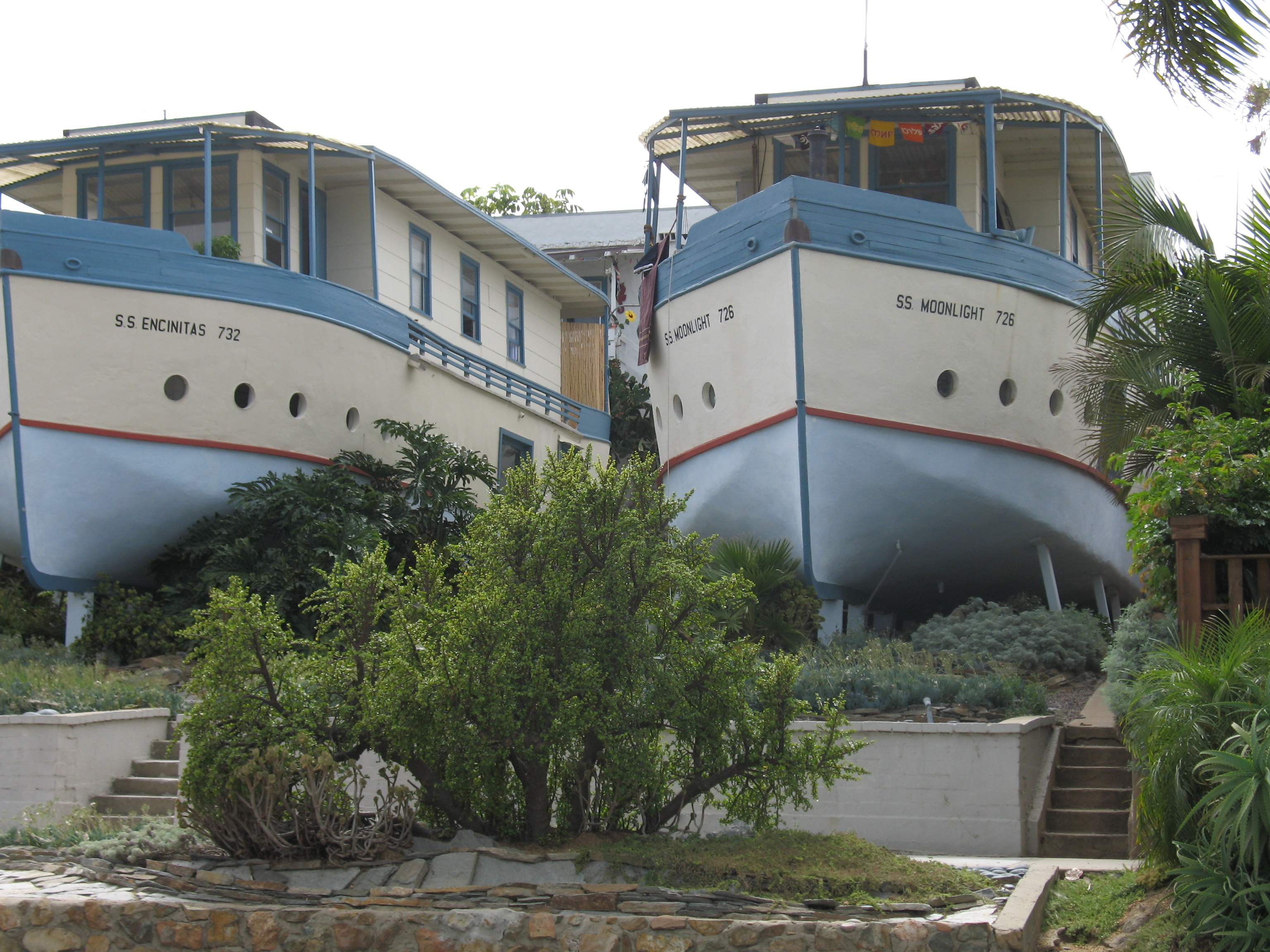
Las casas de botes construidas en los años 20 se cuentan como hitos históricos.
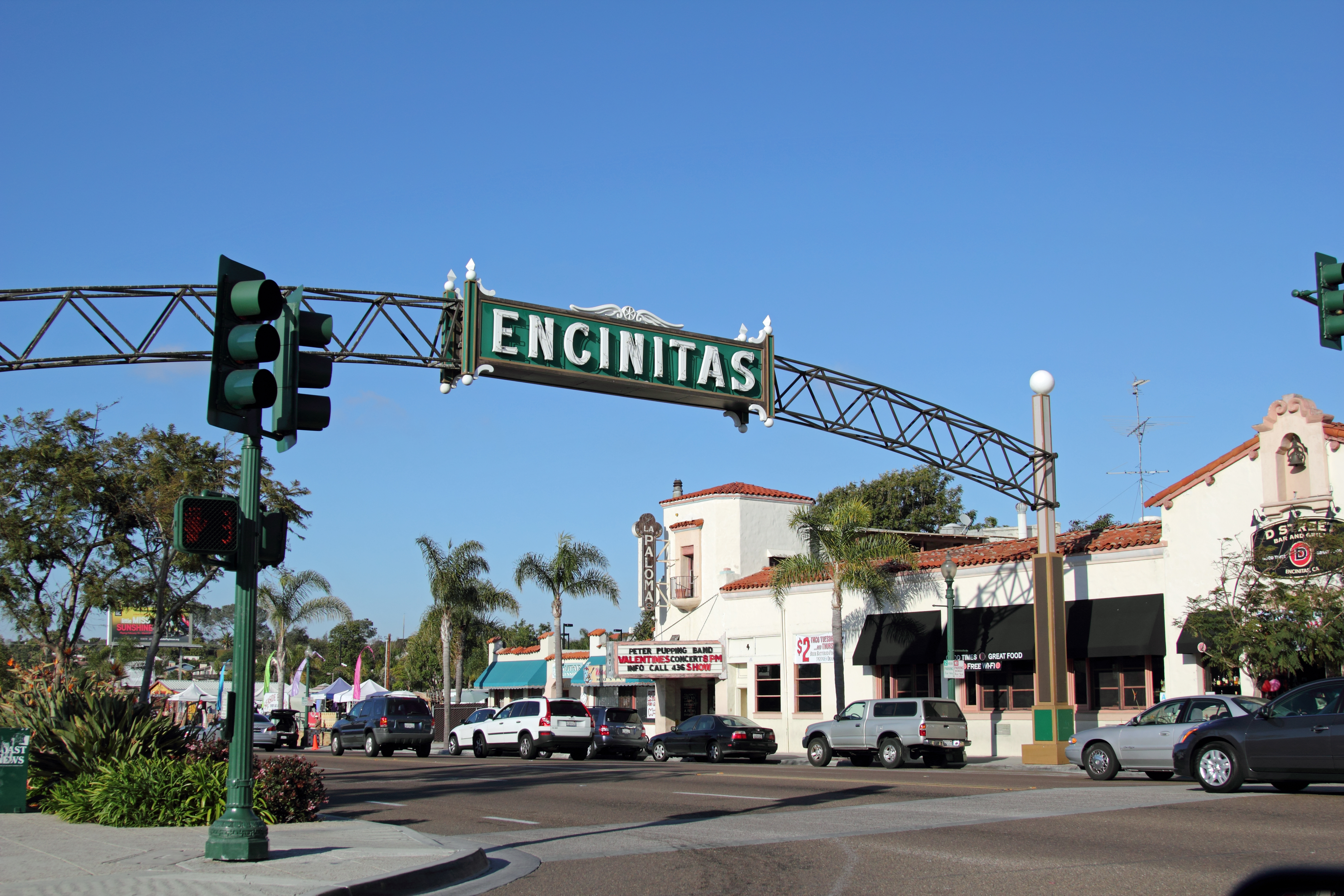
Downtown Encinitas.
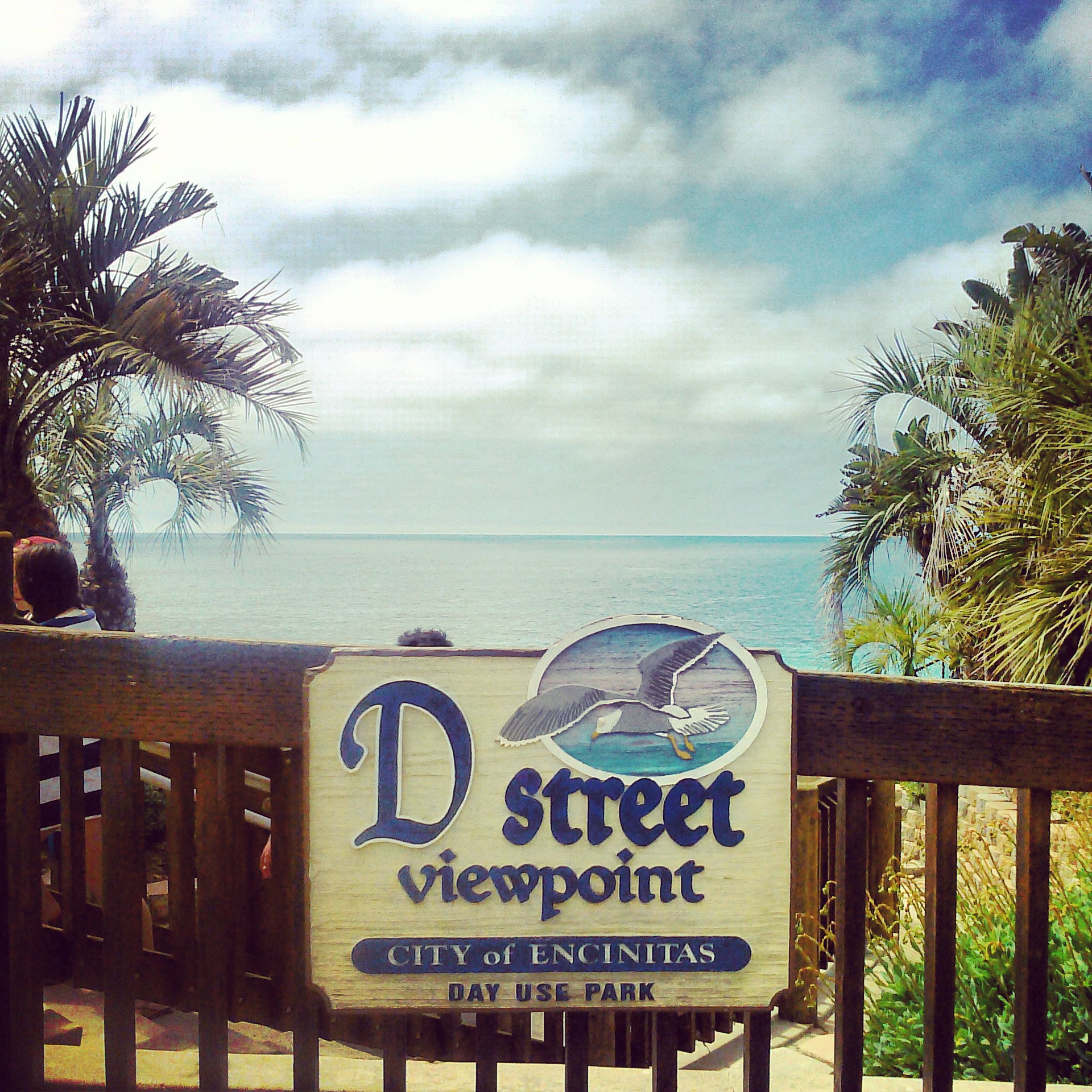
The D Street overlook.
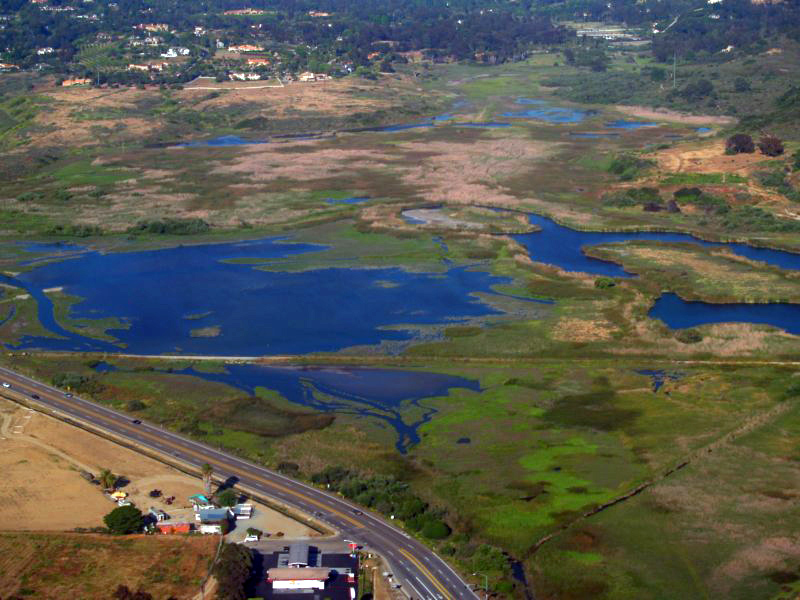
San Elijo Lagoon.